# Ветерничка рампа
Ветерничка рампа је приградска четврт Новог Сада. Званично се лоцира у састав Ветерника. Насеље се налази уз сам западни руб града, на путу према Бачкој Паланци, Футогу и центру Ветерника, иза Новог насеља.

## Назив
Назив „Ветерничка рампа“ је насеље добило по железничкој прузи ка Сомбору, која је туда пролазила пре отварања Жежељевог моста 1965. године. 

## Положај
Приградско насеље Ветерничка рампа налази се у саставу насеља Ветерник, месне заједнице „Ветерник“ и катастарске општине Ветерник. Архивирано на веб-сајту  (5. фебруар 2021) Међутим, урбанистички планови Новог Сада сврставају Ветерничку рампу у „границу грађевинског подручја Града Новог Сада“.
Западно од Ветерничке рампе налазе се централни делови Ветерника, источно се налази Ново Насеље (Бистрица), док се јужно налази насеље Адице.
Источну границу Ветерничке рампе чини улица Сомборска рампа, а јужну границу Новосадски пут. На западу се насеље протеже северно од Новосадског пута до улице Арона Загорице која чини западну границу овог насеља.

## Становништво
Насеље је претежно насељено од стране избеглих и прогнаних људи из БиХ и Хрватске 90-их година.

## Карактеристике насеља
У насељу Ветерничка рампа налазе се претежно објекти за породично становање, док се на југу насеља, уз Новосадски пут налазе привредни објекти.

## Привреда
Од привредних објеката, на Ветерничкој рампи се налазе: Петрол д.о.о. Београд (бензинска пумпа), Орнамент доо (продавница керамике), Caruso (станица за преглед аутомобила), Стари кровови (хотел са 3 звездице), итд.

## Саобраћај
Насеље Ветерничка рампа добро је повезано са централним делом Ветерника и Новим Садом саобраћајницом Новосадски пут (која пролази јужно од насеља) и улицом Драгослава Срејовића (која пролази средиштем насеља). Јужно од насеља Ветерничка рампа пролазе приградски аутобуси за Ветерник, Футог и Бегеч, док су становницима Ветерничке рампе близу и почетне станице градских аутобуса на Новом Насељу (Бистрици).

## Здравство
На истоку насеља налази се Логопедски центар LogoVox.

## Религија
На истоку насеља, у улици Сомборска рампа, лоциран је хришћански колеџ "Светионик Хришћански центар Нови Сад".